# Евтимий Солунски
Евтимий Нови Солунски (на гръцки: Εὐθύμιος ὁ Νέος τοῦ ἐν Θεσσαλονίκῃ) е православен е йеродякон, аскет и гръцки светец, почитан като мъченик. Празникът му се чества от Православната църква на 28 (15) октомври.

## Биография
Роден е в християнско семейство в 824 година в тема Опсикон, Мала Азия, със светско име Никита. По настояване на майка му се жени рано, но оставя жена си и дъщеря си и се замонвашва в манастир в Олимп с името Евтимий. В 858 година се подстригва във велика схима и заминава за Атон, където живее с отшелника Йосиф. В 863 година се връща в Солун, където се отдава на стълпничество. След смъртта на отшелника Йосиф, Евтимий се мести в планината Перистера на изток от Солун. Там възстановява от останки на манастир, посветен на Свети Андрей, монашеска общност. След това се връща на Атон, където умира на 15 октомври 889 година.
В края на XIII век към базиликата „Свети Димитър“ е добавена пристройка, посветена на преподобния Евтимий Солунски, построена във формата на малка трискатна базилика. Пристройката е била изписана в 1303 година, но фреските не са се съхранили.